# Antoine-Marie Verne de Bachelard
Pour les articles homonymes, voir Verne et Bachelard (homonymie).
Antoine-Marie Verne de Bachelard est un homme politique français né le 28 décembre 1753 à Roanne (Loire) et décédé le 23 décembre 1820 dans la même ville.
Avocat, il devient procureur de la commune de Roanne en 1790, puis administrateur du district et maire de la ville en 1792. Juge au tribunal criminel de Roanne, il est arrêté comme suspect en 1793 et remis en liberté après le 9 thermidor. Il redevient maire de Roanne en 1794 puis commissaire du gouvernement près l'administration municipale. Il est élu député de la Loire au Conseil des Anciens le 24 germinal an VII. Rallié au coup d'État du 18 Brumaire, il siège au Corps législatif jusqu'en 1803. Il est ensuite juge à la cour criminelle de Lyon, puis conseiller à la cour d'appel en 1815.

## Sources
- « Antoine-Marie Verne de Bachelard », dans Adolphe Robert et Gaston Cougny, Dictionnaire des parlementaires français, Edgar Bourloton, 1889-1891 [détail de l’édition]